# Andrei Alexandrescu

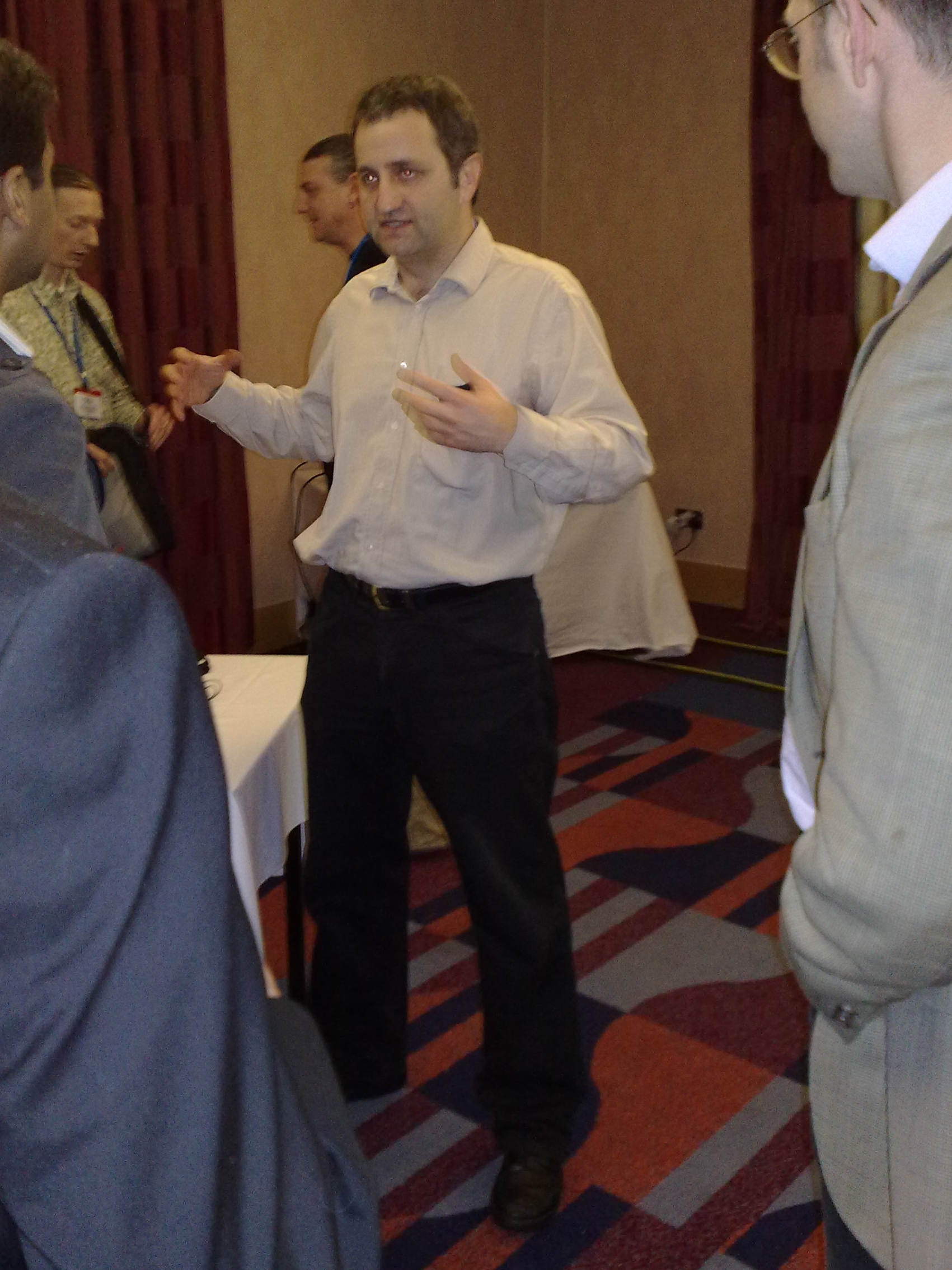
Andrei Alexandrescu (2009)

Tudor Andrei Cristian Alexandrescu (* 1969 in Bukarest, Rumänien) ist ein rumänischer Informatiker und Experte für die Programmiersprache C++. Er ist insbesondere bekannt für seine grundlegenden Beiträge zur Template-Metaprogrammierung und durch seine Mitarbeit an der Entwicklung der Programmiersprache D.

## Leben
Alexandrescu wurde 1969 in Bukarest geboren. Er studierte Elektrotechnik an der Polytechnischen Universität Bukarest. 1998 zog er in die Vereinigten Staaten, wo er zunächst für Finanz- und Dotcom-Unternehmen arbeitete. Von 2001 bis 2009 studierte er an der University of Washington, wo er einen Ph.D.-Abschluss in Informatik zum Thema maschinelles Lernen in der Computerlinguistik machte. Zunächst arbeitete er bei Facebook, verließ die Firma aber nach über 5 Jahren, um sich vollständig der Entwicklung der Programmiersprache D zu widmen.

## Veröffentlichungen
- Modernes C++ Design: Generische Programmierung und Entwurfsmuster angewendet. mitp, 2003, ISBN 978-3-8266-1347-0 (Deutsche Übersetzung seines Buches zur Template-Metaprogrammierung).
- C++ Coding Standards: 101 Rules, Guidelines, and Best Practices. Pearson, 2004, ISBN 978-81-317-0613-8 (Mitautor ist Herb Sutter).
- The D Programming Language. Addison-Wesley, 2010, ISBN 978-0-321-63536-5.